# Laborcfő
Laborcfő (1899-ig Habura, szlovákul: Habura, ukránul: Habura) község Szlovákiában, az Eperjesi kerület Mezőlaborci járásában.

## Fekvése
Mezőlaborctól 8 km-re északnyugatra, a Laborc partján fekszik.

## Története
A falut valószínűleg a 15. század második felében, a vlach jog alapján alapították. Első írásos említése 1543-ból való, amikor a Drugeth család homonnai uradalmának része volt. 1556-ban 8 portája adózott. A 17. században birtokosai ruszinokat telepítettek ide. A Drugethek a 18. század végéig voltak birtokosai. Lakói részt vettek a Rákóczi-szabadságharcban, de a harcok során a falu elpusztult. 1720-ban 3 malma és 33 háza volt, ebből 26 lakatlan. Ezután ismét ruszinokkal telepítették újra, de volt számottevő zsidó lakossága is. A falunak 1740-ben már állt Szent Mihály temploma, azonban nem tudjuk, hogy ez a mai templom helyén állt-e. 1787-ben 161 házában 158 jobbágy és 4 zsellércsalád élt.
A 18. század végén Vályi András így ír róla: „HABURA. Tót falu Zemplén Várm., földes Ura G. Csáky Uraság, lakosai ó hitűek, fekszik Labortza vizéhez közel, Csertész, és Borro között, hegyes határja két nyomásbéli, árpát, zabot, és kevés tatárkát terem, bandúrkával bővelkedik, erdeje van, sőleje nints, piatza Sztropkón.”
A század végétől a Csákyak és a Szirmay család következtek a település birtoklásában. 1828-ban 126 házában 945 lakos élt, akik erdei munkákkal, szénégetéssel, fuvarozással, állattartással foglalkoztak. A 19. századtól kőbányája működött.
Fényes Elek 1851-ben kiadott geográfiai szótárában így ír a faluról: „Habura, orosz falu, Zemplén vmegyében, Papina fil. 5 romai, 930 g. kath., 15 zsidó lak. Görög anyaszentegyház. 1639 h. szántóföld. F. u. gr. Csáky. Ut. p. Komarnyik.”
Borovszky Samu monográfiasorozatának Zemplén vármegyét tárgyaló része szerint: „Laborczfő, azelőtt Habura, a gácsi határszélen fekvő ruthén kisközség, mely hajdan a homonnai uradalomhoz tartozott. Újabbkori birtokosai a gróf Csáky és a Szirmay családok voltak, míg most Dobránszky Adolf lovag örököseinek van itt nagyobb birtokuk. A falu házainak száma 205, lakosaié 1370, kik valamennyien görög katholikusok. Templomuk 1740-ben épült. A község postája Csertész, távírója és vasúti állomása Mezőlaborcz. Határában barnaszén található, de nincs kiaknázás alatt.”
A 20. század elején sok lakója kivándorolt. 1911-ben nagy tűzvész pusztított a faluban és 74 ház leégett. Az első világháború alatt itt is voltak harcok az osztrák-magyar és az orosz csapatok között. Ekkor majdnem az egész falu ismét elpusztult. Határában két hősi temető is található. 1920 előtt Zemplén vármegye Mezőlaborci járásához tartozott.

## Népessége
| Év:            | 1994. | 2004.   | 2014.   | 2024.    |
| -------------- | ----- | ------- | ------- | -------- |
| Emberek száma: | 531   | 483     | 513     | 450      |
| Eltérés:       |       | -9,03 % | +6,21 % | -12,28 % |

| Év:            | 2023. | 2024.   |
| -------------- | ----- | ------- |
| Emberek száma: | 462   | 450     |
| Eltérés:       |       | -2,59 % |

1910-ben 1263, többségben ruszin lakosa volt, jelentős német kisebbséggel.
2001-ben 497 lakosából 308 ruszin és 138 szlovák volt.
2011-ben 471 lakosából 316 ruszin és 110 szlovák.

## Nevezetességei
Görögkatolikus temploma 1800-ban épült klasszicista stílusban, később átépítették.